# Lili Muráti

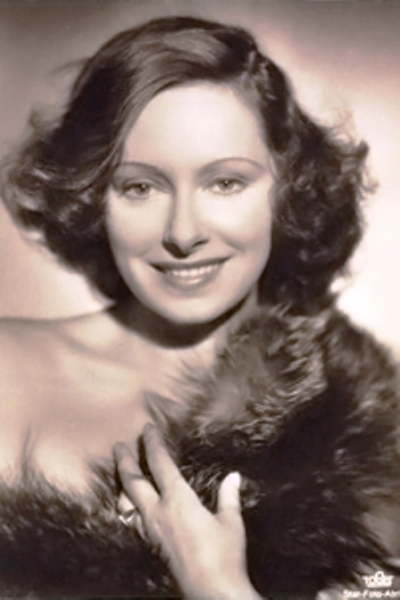
Lili Muráti um 1940

Lili Muráti (anhörenⓘ; * 22. Juli 1914 in Nagyvárad als Teodóra Aurélia Muráti; † 16. April 2003 in Madrid) war eine ungarische Schauspielerin.

## Leben
Lili Muráti wurde laut eigenen Angaben 1914 in dem damals zum Königreich Ungarn gehörenden Nagyvárad (heute Oradea, Rumänien) geboren. Da ihre Geburtsurkunde im Krieg verloren ging, ist heute nicht eindeutig festzulegen, in welchem Jahr sie tatsächlich geboren wurde. Ihr Vater, ein hochrangiger Offizier der ungarischen Armee, war gerade nach Bulgarien versetzt worden, sodass sie auf dem Weg dorthin bei einem Zwischenhalt auf die Welt kam.
Bis zu ihrem vierten Lebensjahr lebte sie in Paris, danach in Bulgarien, wo ihr Vater als Kommandeur einer Anlegestelle diente. Nach dem Krieg ließ sich ihre Familie in Szeged nieder, und sie wurde auf ein Internat in Simbach geschickt. Dort spielte sie schon als kleines Kind im Schultheater, unter anderem bei der Aufführung von Shakespeares Ein Sommernachtstraum mit. Ihren Eltern empfahl man, sie in eine Schauspielschule zu schicken. Nachdem ihr schauspielerisches Talent 1932 vom Leiter des innerstädtischen Theaters in Budapest, Artúr Bárdos, entdeckt wurde, spielte sie mehrere Jahre Rollen in verschiedenen Theatern in Budapest. 1935 bekam sie in A csúnya lány ihre erste Filmrolle. Sie gewann schnell an Popularität und entwickelte sich mit ihrem selbstbewussten, modernen und sportlichen Lebensstil zur Ikone ihrer Zeit. Durch ihre schauspielerischen Erfolge wurde sie auch in Deutschland bekannt und erhielt eine Rolle im Film Was geschah in dieser Nacht an der Seite von Lucie Englisch und Theo Lingen.
Nach dem Zweiten Weltkrieg floh sie 1945 mit ihrem Ehemann János Vaszary aus Ungarn, da sie von den Kommunisten für Sympathisanten der Pfeilkreuzler gehalten wurden, über Barcelona nach Madrid. In nur sechs Monaten lernte sie Spanisch und spielte fortan in spanischsprachigen Filmen mit. Zusammen mit ihrem Mann war sie in den Jahren 1948–1950 Rundfunksprecherin im ungarischen Programm eines spanischen Radiosenders. Ihre 1947 entzogene ungarische Staatsbürgerschaft erhielt sie erst nach der Wende zurück und wurde von Árpád Göncz mit dem Ungarischen Verdienstorden ausgezeichnet.

## Filmografie (Auswahl)
- 1935: Elnökkisasszony
- 1940: Igen vagy nem?
- 1941: Was geschah in dieser Nacht
- 1942: A tökéletes család
- 1944: Ez történt Budapesten
- 1965: Doktor Schiwago (Doctor Zhivago)
- 1967: Scheideweg einer Nonne
- 1978: Die Insel der tausend Freuden